# (32481) 2000 SF352
2000 SF352 (asteroide 32481) é um asteroide da cintura principal. Possui uma excentricidade de 0.08985770 e uma inclinação de 10.37113º.
Este asteroide foi descoberto no dia 30 de setembro de 2000 por LONEOS em Anderson Mesa.